# Giulio De Petra
Giulio De Petra, né le 13 février 1841 à Casoli et mort le 22 juillet 1925 à Naples est un archéologue et homme politique italien.
Directeur du musée archéologique national de Naples, il organise des fouilles sur les principaux sites antiques de la région de Naples. En 1914, il est nommé sénateur de la XXIVe législature du royaume d'Italie.

## Biographie
Né le 13 février 1841 à Casoli, Giulio De Petra est le second enfant de Pietro et Raffaella. Il commence par suivre des études chez les Clercs réguliers des écoles pies à Chieti.
Arrivé à Naples en 1861, il est l'élève de Giuseppe Fiorelli et trouve dans l'archéologie sa véritable vocation. De son côté, appréciant ses qualités et souhaitant le garder à ses côtés, Fiorelli décide de le nommer directeur adjoint du musée archéologique national de Naples dont lui-même est directeur. C'est donc naturellement que De Petra succède à Fiorelli comme enseignant en 1872 et comme directeur du musée archéologique en 1875.
Il réalise d'importantes fouilles à Pompéi — il en prend la direction en 1893 —, Herculanum, Stabies et Cumes ; c'est à cette occasion qu'il devient un proche collaborateur de Theodor Mommsen lorsque celui-ci conduit des recherches en Italie méridionale.

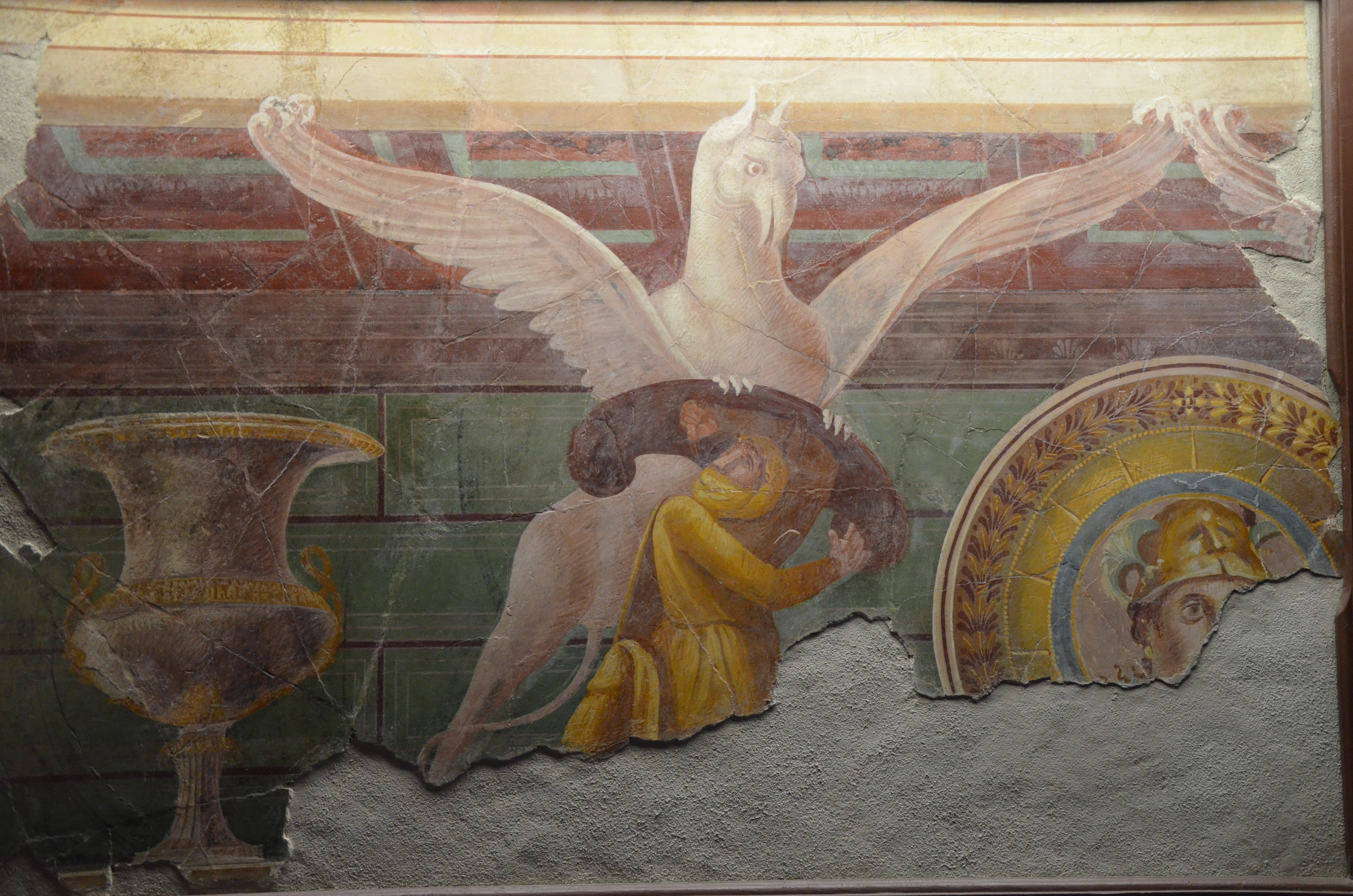
Fresque de la Villa des Mystères.

En 1894 puis en 1896, un particulier découvre à Boscoreale un trésor monétaire et des pièces de vaisselle puis des tableaux et des fresques. De Petra, alerté, demande à l'État si le musée doit tout faire pour racheter ces fresques et à quel prix ; aucun fonds n'est disponible pour cet achat et les fresques partent presque toutes à l'étranger. Une commission d'enquête est nommée et De Petra, bouc émissaire accusé de mauvaise gestion — outre cet épisode, la limpidité de la gestion du musée n'apparaît pas totale —, doit démissionner de ses fonctions de directeur du musée et de responsable de fouilles.
En 1906, De Petra est réintégré comme surintendant à la direction des fouilles de Pompéi et découvre les fresques de la Villa des Mystères sur un terrain privé. C'est à cette époque que, à la tête d'une commission d'étude, il propose la promulgation d'une loi afin que les particuliers ne puissent plus faire valoir contre l'État leurs droits sur le sous-sol archéologique, loi adoptée en 1909. Il est nommé sénateur le 30 décembre 1914 en tant que membre de l'académie royale des sciences depuis sept ans ; sénateur non-inscrit, il siège peu en raison de son âge et de son état de santé et meurt le 22 juillet 1925 à Milan, où il est inhumé.

## Publications
- (it) « Sulle condizioni delle città italiche dopo la guerra Sociale con applicazioni alle colonie di Pompei e Pozzuoli. Memoria », Atti Della Reale Accademia di archeologia, lettere e belle arti, vol. I,‎ 1865, Appendice.
- (it) I monumenti dell'arte classica nella cultura italiana, Naples, Tipografia italiana, 25 p.
- (it) « I Monumenti della villa Ercolanese », dans Michele Ruggiero (dir.), Pompei e la regione sotterrata dal Vesuvio nell'anno LXXIX, Naples, Giannini, 1879, 534 p.
- (it) La villa Ercolanese dei Pisoni, i suoi monumenti e la sua biblioteca (en collaboration avec Domenico Comparetti), Turin, Loescher, 1883, 294 p.
- (it) « Napoli colonia romana », Atti Della Reale Accademia di archeologia, lettere e belle arti, vol. XVI,‎ 1891-1893, p. 57-79.
- (it) Guida illustrata del museo nazionale di Napoli (en collaboration avec A. Ruesh), Naples, Richter, 1908.

La notice consacrée à Giulio De Petra par Raffaele Aurini dans le Dizionario bibliografico della gente d'Abruzzo recense 122 publications.

## Distinctions et hommages
- 1911 : officier dans l'Ordre des Saints-Maurice-et-Lazare (royaume d'Italie)[4] ;
- Chevalier dans l'Ordre de l'Aigle rouge (royaume de Prusse)[4] ;
- Chevalier de deuxième classe dans l'Ordre de la Maison ernestine de Saxe (duchés saxons)[4].

Des rues à Foggia, Naples, Pescara et Rome portent le nom de « Via Giulio De Petra ».